# Complexo Médico Penal

O Complexo Médico Penal (CMP) é uma penitenciária situada no bairro de Parque das Nascentes, localizado no município de Pinhais. Localiza-se na Rua Ivone Pimentel, próximo à Represa do Iraí. É administrado pelo Departamento Penitenciário (DEPEN), subordinado à Secretaria da Segurança Pública e Administração Penitenciária do Governo do Estado do Paraná.
O presídio é destinado principalmente a detentos que necessitam de tratamento médico devido a ferimentos, doenças ou problemas psiquiátricos, mas também acolhe presos comuns, como policiais que praticaram crimes e condenados com curso superior. O local é nacionalmente conhecido por ter como interno Eduardo Cunha, ex-presidente da Câmara dos Deputados, além de outras personalidades envolvidas em escândalos apurados pela Operação Lava Jato.

## Presos notáveis
A penitenciária abriga diversos presos notáveis, em sua maioria executivos de grandes empreiteiras, ex-diretores da Petrobras e políticos envolvidos na Operação Lava Jato. As seguintes pessoas são ou já foram detentas do complexo:
- Adir Assad
- Alexandrino Alencar
- André Vargas
- Cesar Ramos Rocha
- Eduardo Cunha
- Elton Negrão de Azevedo Júnior
- Fernando Soares (Baiano)
- Flávio David Barra
- Gim Argello
- João Vaccari Neto
- Jorge Zelada
- José Dirceu
- Luiz Argôlo
- Marcelo Odebrecht
- Otávio Azevedo
- Pedro Corrêa
- Renato Duque
- Sérgio Cabral Filho
- Marcelo Valle Silveira Mello